# Mormonia judith
Mormonia judith là một loài bướm đêm trong họ Noctuidae.